# Tamar Abakelia

Traubenernte (1946)

Tamar Abakelia (georgisch თამარ აბაკელია; russisch Тама́ра Григо́рьевна Абаке́лия Tamara Grigoryevna Abakelia; * 19. Augustjul. / 1. September 1905greg. in Choni, Imeretien; † 14. Mai 1953 in Tiflis) war eine  georgische Bildhauerin, Malerin, Bühnen- und Kostümbildnerin.

## Leben und Wirken
Sie studierte von 1924 bis 1929 an der Staatlichen Akademie der Künste Tiflis unter Nikolas Porfirewitsch Kandelaki und lehrte dort selbst als Professorin seit 1938.
Ihr Vater Grigor Abakelia, Funktionär in der Georgischen Sowjetrepublik, und ihr Onkel Josif Abakelia (georgisch იოსებ აბაკელია), ein bekannter georgischer Tuberkulosespezialist, wurden während der stalinistischen Großen Säuberung 1938 exekutiert. Sie war mit dem sozialistischen Dichter und Dramaturgen Karlo Kaladse (1907–1988) verheiratet, ihr Sohn war der Bildhauer Gulda Kaladse (1932–1974).

## Auszeichnungen
- Orden des Roten Banners der Arbeit
- Verdienter Künstler der Georgischen SSR (1942)

## Werke
Abakelias Werke zeigen eine eigentümliche romantische Hochstimmung, in ihren nationalen Bildern und Skulpturen tritt jedoch eine Monumentalität zu Tage. In den 1930er und 1940er Jahren gehörte ihr Werk zur Stilrichtung des Sozialistischen Realismus. Posthum wurden Werke von ihr von der Georgischen Nationalgalerie 2015 in die Überblickschau Post-Stalinistische Liberalisierung der georgischen Malerei aufgenommen.

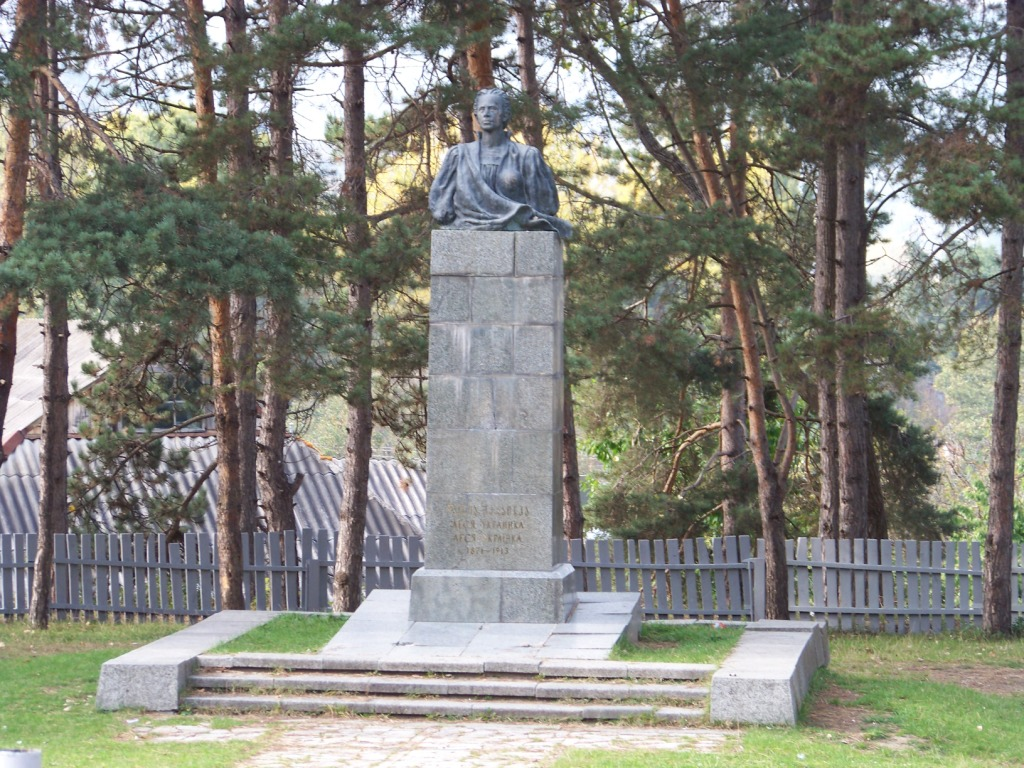
Denkmal für die Dichterin Lesja Ukrajinka in Surami, Georgien

- 1936–1937 Fries am ehemaligen Institut für Marxismus-Leninismus, Tiflis. Das Werk zeigt die verschiedenen Etappen der Geschichte der Georgischen Sowjetrepublik.
- 1952 Denkmal für die ukrainische Dichterin Lessja Ukrajinka in Surami, Georgien
- Der erste Traktor, Gemälde
- Giorgi Saakadse, Gemälde, Georgisches Nationalmuseum, Tiflis

Zu ihren Illustrationen gehören:
- 1935 Nikolai Semjonowitsch Tichonow: Стихи о Кахетии. Moskva 1935; 2. erweiterte Auflage, Tiflis 1949.
- 1936–1937 Schota Rustaweli: Витязю в тигровой шкуре. (Russische Ausgabe von Der Recke im Tigerfell).
- 1939 zu Давид Сасунский (David von Sassun, armenischer Nationalheld).
- 1947 zu Werken von Wascha-Pschawela (Illustrationen, Aquarell, Gouache, Tusche, Bleistift, 1947)